# 羅賓斯島
羅賓斯島（英語：Robbins Island）是南極洲的島嶼，位於昂韋爾島西南岸對開海域，屬於帕默群島中茹班群島的一部分，由美國南極名稱諮詢委員命名，現時由南極條約體系管理。